# Aldo Venturelli

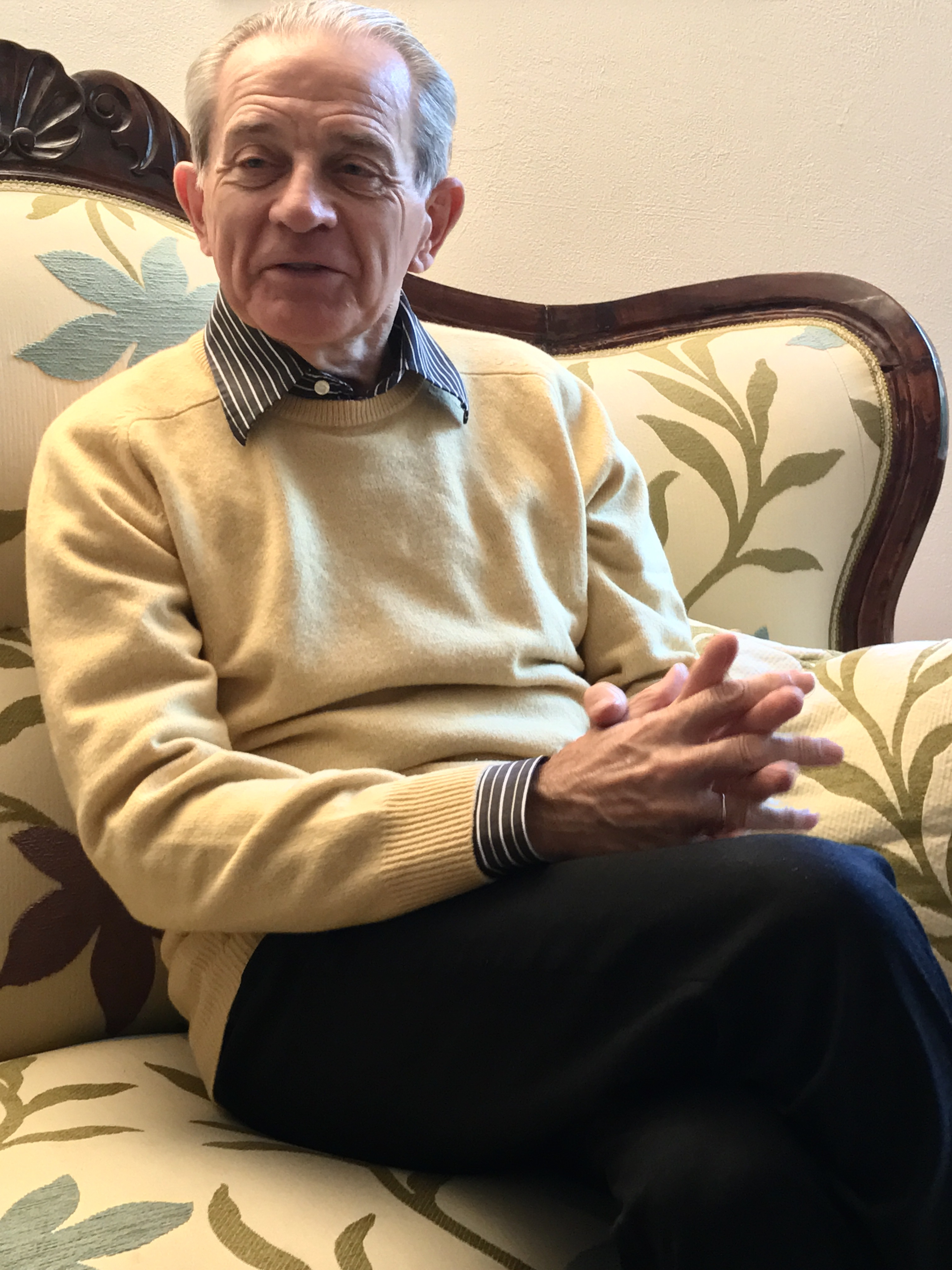
Aldo Venturelli 2018

Aldo Venturelli (* 1948 in Rom, Italien) ist ein italienischer Literaturwissenschaftler.

## Werdegang
Aldo Venturelli hat an der römischen Universität La Sapienza studiert und promovierte 1971 mit einer Doktorarbeit „Geistesarbeit und kapitalistisches System im ersten Buch von Robert Musils Mann ohne Eigenschaften“ („Lavoro intellettuale e sistema capitalistico nel primo libro de L’uomo senza qualità di Robert Musil“). Dort begann auch 1972 seine akademische Laufbahn. Ab 1979 führte er seine Tätigkeit an der Universität Urbino fort, seit 1990 als Ordinarius. Von 2000 bis 2007 war er Generalsekretär des Deutsch-italienischen Zentrums Villa Vigoni. Er unterhielt vielfältige wissenschaftliche Beziehungen zu ausländischen Universitäten, insbesondere zur Albert-Ludwigs-Universität Freiburg und zur TU Berlin, wobei seine Forschungsprojekte u. a. von der Alexander-von-Humboldt-Stiftung gefördert wurden. 2008 wurde er zum wissenschaftlichen Koordinator der italienischen Seite der Deutsch-italienischen Historikerkommission ernannt. Von 2009 bis 2011 forschte er an der Accademia Nazionale dei Lincei in Rom und leitete anschließend bis 2015 das Italienische Kulturinstitut in Berlin. 2016 kehrte er wieder an die Universität Urbino zurück. Er wurde 2018 emeritiert.
Aldo Venturelli ist Mitglied zahlreicher wissenschaftlicher Gremien. In Anerkennung seines Einsatzes für die deutsch-italienischen Beziehungen wurde er mit dem Verdienstkreuz 1. Klasse der Bundesrepublik Deutschland und mit dem Verdienstorden der Italienischen Republik (Grande Ufficiale dell’Ordine al Merito della Repubblica Italiana) ausgezeichnet. Er hat sich auf verschiedene Forschungsbereiche der deutschen Literatur und Philosophie spezialisiert, vom 18. Jahrhundert bis zur Jahrhundertwende und zur Literarischen Moderne. Besonders verdient gemacht hat er sich – neben Untersuchungen zu vielen anderen Autoren des 20. Jahrhunderts – mit seinen Studien zum Werk Friedrich Nietzsches und Robert Musils. Er ist Autor und Co-Autor zahlreicher wissenschaftlicher Standardwerke und Veröffentlichungen.
Zeitgleich zu den vielfältigen oben angeführten Aufgaben hat sich Aldo Venturelli intensiv der Forschung gewidmet und hat Werke verfasst, die für die Germanistik in Italien von grundlegender Bedeutung sind – angefangen von einem neuen Ansatz in der Musil-Forschung sowie der Untersuchung von Nietzsches Verhältnis zu Wien und zur Psychoanalyse (Nietzsche in Berggasse 19) über eine lange Reihe von Beiträgen zu den Nietzsche-Studien bis hin zu so wesentlichen und umfangreichen Forschungsprojekten wie die Sichtung und Neuausgabe der Werke und nachgelassenen Materialien Nietzsches in erfolgreicher Zusammenarbeit mit früheren und heutigen Vertretern der berühmten Pisaner philologischen Schule um Mazzino Montinari und Giorgio Colli. Parallel dazu erforschte er die Philosophie des Naumburger Denkers gemeinsam mit herausragenden internationalen Nietzsche-Forschern wie Wolfgang Müller-Lauter und Ernst Behler.

## Publikationen

### Monographien
- Aldo Venturelli: Progetto Musil. Rom 1980.
- Aldo Venturelli: Nietzsche in Berggasse 19 e altri studi nietzscheani. Urbino 1983.
- Aldo Venturelli: Robert Musil und das Projekt der Moderne. Bern 1988.
- Aldo Venturelli mit Ernst Behler: Friedrich Nietzsche. Rom 1994.
- Aldo Venturelli: Musil. Frammenti di un’altra vita. Padova 1998.
- Aldo Venturelli: Kunst, Wissenschaft und Geschichte bei Nietzsche. Quellenkritische Untersuchungen. Berlin 2003.
- Aldo Venturelli: L’età del moderno. La letteratura tedesca del primo Novecento (1900–1933). Rom 2009.

### Als Herausgeber
- Aldo Venturelli mit Paolo Chiarini (Hrsg.): Dopo Lukács. Un bilancio in quattro conversazioni. Bari 1977.
- Aldo Venturelli mit Giuliano Campioni (Hrsg.): La ‘biblioteca ideale’ di Nietzsche. Napoli 1992.
- Aldo Venturelli mit Paolo Chiarini und Roberto Venuti (Hrsg.): La città delle parole: lo sviluppo del moderno nella letteratura tedesca. Napoli 1993.
- Aldo Venturelli mit Tilman Borsche und Federico Gerratana (Hrsg.): ‘Centauren-Geburten’: Wissenschaft, Kunst und Philosophie beim jungen Nietzsche. Berlin 1994.
- Aldo Venturelli mit R. Colantonio und M. Lucchetti (Hrsg.): Ambiente e invecchiamento. Politiche e strategie di ricerca in Germania e in Italia. Milano 1999.
- Aldo Venturelli mit Mauro  Ponzi (Hrsg.): Aspetti dell’identità tedesca. Studi in onore di Paolo Chiarini. Rom 2001 (Band I), 2003 (Bände II/1 und II/2).
- Aldo Venturelli mit Fabio Frosini (Hrsg.): Der Ort und das Ereignis. Die Kulturzentren in der europäischen Geschichte. Freiburg i. Br. 2002.
- Aldo Venturelli mit Carlo Gentili und Volker Gerhardt (Hrsg.): Nietzsche, Illuminismo, Modernità. Firenze 2003.
- Aldo Venturelli mit Marcus Engelhardt und Pierluigi Petrobelli (Hrsg.): Verdi e la cultura tedesca. La cultura tedesca e Verdi. Parma 2003.
- Aldo Venturelli mit G. Baumann (Hrsg.): Rudolf Kassner. La visione e il suo doppio. Antologia degli scritti. Rom 2003.
- Aldo Venturelli mit Massimo Ferrari (Hrsg.): Theodor Wiesengrund Adorno. La ricezione di un maestro conteso. Firenze 2005.
- Aldo Venturelli mit Carlo Gentili und Werner Stegmaier (Hrsg.): Meta sica e nichilismo. Löwith e Heidegger interpreti di Nietzsche. Bologna 2006.
- Aldo Venturelli mit P. A. Alt, M. C. Foi und G. Lauer (Hrsg.): Schiller e la tragedia. Einzelausgabe der Zeitschrift Estetica. 2006, Nr. 2.
- Aldo Venturelli mit Carlo Gentili und Friedrich-Wilhelm von Herrmann (Hrsg.): Martin Heidegger trent’anni dopo. Genova 2009.
- Aldo Venturelli: La costruzione dello Stato nazionale in Italia e Germania. Rom 2016.
- Aldo Venturelli mit C. Gentili und L. Crescenzi (Hrsg.): Alla ricerca dei ‘buoni europei’. Riflessioni su Nietzsche. Bologna 2017.[2]